# Канонерські човни типу «Водан»
Канонерські човни типу «Водан» - (відомий також як типу «Тор») клас «праскових» канонерських човнів Королівського флоту Нідерландів.

## Контекст появи
Влада Нідерландів була дуже задоволена попереднім типом канонерських човнів «Евер». Водночас, їх основне озброєння - 229 мм дульнозарядна нарізна гармата Армстронга вже не могло суперничати з гарматами головного калібру кораблів потенційних противників. Тому Нідерланди вирішили розробити нову серію канонерських човнів, придатних для розміщення 280 мм казнозарядних гармат Круппа. Це рішення було прийнято у відомчому наказі від 19 липня 1876 р. 

## Конструкція

### Загальні характеристики
Тип «Евер» був створений за зразком британського канонерського човна «Стонч». Потреби встановлення 280 мм гармати замість 229 мм потягло за собою лише відносно незначне збільшення розмірів, від 196 тонн водотоннажності до 245 тонн, тобто лише на 25% більше. При цьому вага гармати зросла з 12700 кг до 27 659 кг, не рахуючи зростання вагт лафета. 

### Рушій
Кожен корабель типу «Водан» мав дві парові машини компаунд з вертикальними циліндрами, а також два окремо розташовані котли з номінальною потужністю кожного 15 кінських сил.
Проблемою простого збільшення розмірів типу «Евер» була саме ефективність машини. Крім незначних змін у діаметрі циліндрів вона залишилася тою ж. Водночас проєктна швидкість «Водана» була меншою за «Евер» лише на 0,35 вузли. Випробування підтвердили, що нові канонерські човни лише на 0,4 вузли були повільніші за попередників.

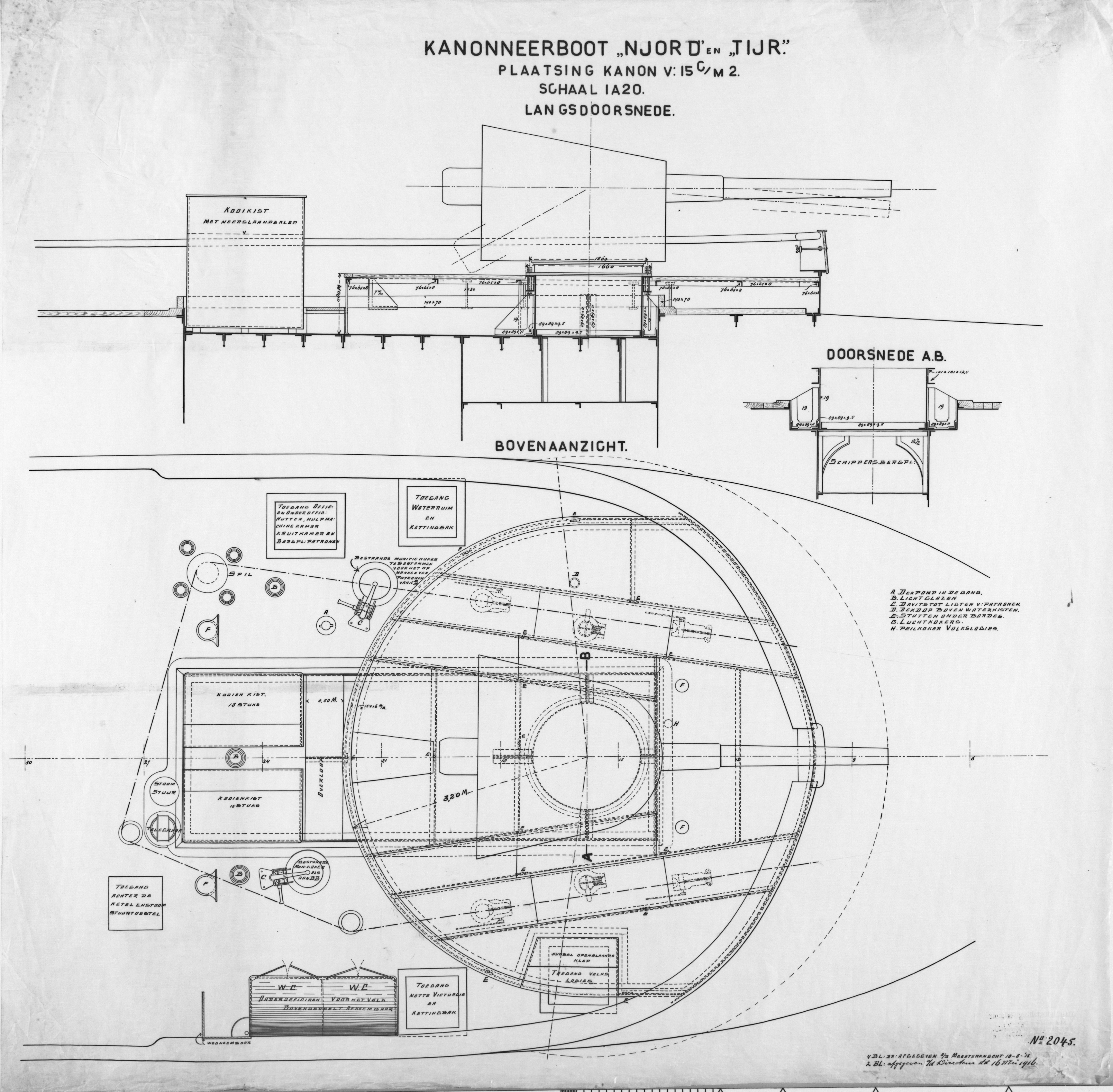
Гармата 15 см № 2 на «Ньорді».

### Озброєння
Канонерські човни типу «Водан» були озброєні гармату Круппа 28 cm A № 1. вона мала довжину ствола у 22 калібри. 
Чотири кораблі типу «Водан» пізніше отримали ще важчу 28 см. гармата № 2 довжиною ствола 30 калібрів. У 1882-1883 роках монітори «Блютфонс»  та «Весп» обміняли дві 229 мм гармати на одину 28 см гармату № 1, зняті з канонерських човнів. Натомість ці кораблі отримали нові гармати № 2.  Оскільки бойова цінність моніторів була вищою, ніж канонерських човнів, цей обмін можна пояснити лише припущенням, що на монітори не змогли встановити довші та важчі новіші гармати. 

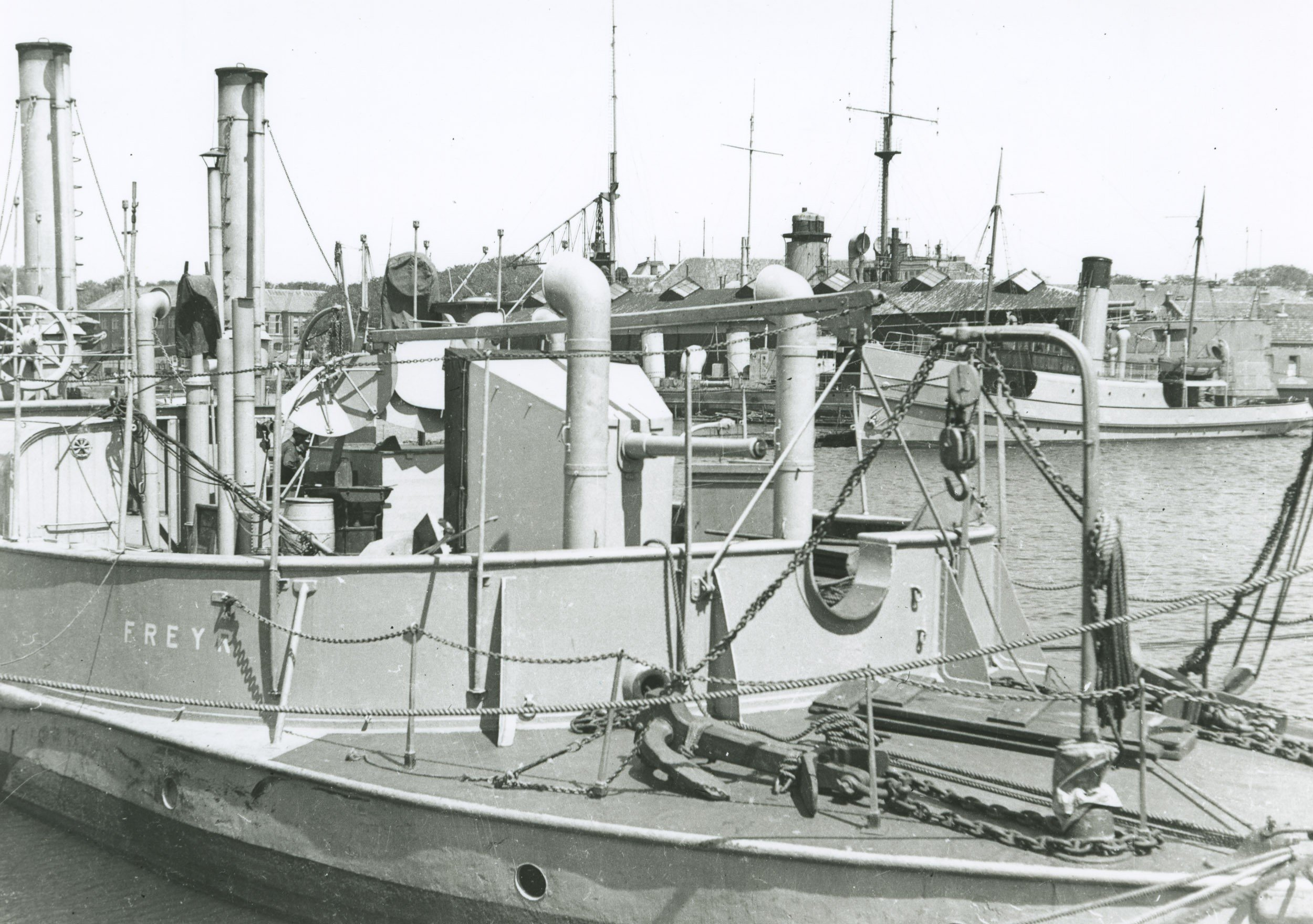
Канонерський човен «Фреєр» зі встановленою 75 мм гарматою. У бруствері видно отвір для розміщення його оригінальної 280 мм гармати.

Кораблі цього типу втратили свої важкі гармати, коли вони вийшло з ужитку. До кінця Першої світової війни всі човни були переозброєні гарматами калібру від 37 мм до 15 см (150 мм) гармати № 2 («Ньорд»). Принаймні 9 канонерських човнів типу  «Водан» дослужили до Другої світової війни.